# Lorenzo Montipò
Lorenzo Montipò (Novara, 20 febbraio 1996) è un calciatore italiano, portiere del Verona.

## Caratteristiche tecniche
Si distingue per freddezza e riflessi.

## Carriera

### Club
Da piccolo, prima di scegliere definitivamente il calcio, giocava anche a tennis: è entrato al Novara, squadra della sua città, dagli Esordienti. Il 18 maggio 2013 esordisce da professionista in Serie B contro la Virtus Lanciano, mettendosi in mostra con discrete parate; è il più giovane del campionato a giocare i 90 minuti a 17 anni e 2 mesi.
Alternandosi tra prima squadra e primavera, nella stagione successiva racimola qualche presenza in cadetteria fino ad essere utilizzato nel play-out di ritorno contro il Varese dove la propria squadra non riesce a ribaltare la sconfitta dell'andata, venendo così retrocessa in Lega Pro.
Il 14 luglio 2015 viene girato in prestito al Siena con la quale gioca tutta la stagione da titolare facendosi notare per la sua abilità tra i pali e tenendo la porta inviolata in 14 partite su 32 disputate.
Il 31 agosto 2016 viene ceduto in prestito al Carpi. Non viene tuttavia mai impiegato e fa ritorno anzitempo a Novara.
Il 13 luglio 2018 viene ceduto in prestito al Benevento, che a fine anno lo riscatta. È protagonista della stagione 2019-2020 che vede il Benevento essere promosso in Serie A, con lui che contribuisce con 18 reti inviolate in 35 partite disputate e soli 23 gol subiti.
Dopo una buona stagione da titolare in Serie A che termina con la retrocessione, il 20 luglio 2021 viene ceduto all'Hellas Verona in prestito con obbligo di riscatto al verificarsi di determinate condizioni.
Il 23 febbraio 2024 raggiunge quota 100 presenze con i veneti nella sconfitta per 2-0 contro il Bologna.
Nel corso delle stagioni, Montipo mantiene un ottimo rendimento, segnalandosi come uno dei portieri più affidabili del massimo campionato, contribuendo a salvare ogni anno il Verona.

### Nazionale
Il 4 settembre 2017 esordisce con la nazionale Under-21, sostituendo Emil Audero nel secondo tempo della partita amichevole contro la Slovenia giocata a Cittadella.
Viene convocato come terzo portiere per l'Europeo Under-21 2019.

## Statistiche

### Presenze e reti nei club
Statistiche aggiornate al 18 agosto 2025.
| Stagione         | Squadra          | Campionato       | Campionato | Campionato | Coppe nazionali | Coppe nazionali | Coppe nazionali | Coppe continentali | Coppe continentali | Coppe continentali | Altre coppe | Altre coppe | Altre coppe | Totale | Totale |
| Stagione         | Squadra          | Comp             | Pres       | Reti       | Comp            | Pres            | Reti            | Comp               | Pres               | Reti               | Comp        | Pres        | Reti        | Pres   | Reti   |
| ---------------- | ---------------- | ---------------- | ---------- | ---------- | --------------- | --------------- | --------------- | ------------------ | ------------------ | ------------------ | ----------- | ----------- | ----------- | ------ | ------ |
| 2012-2013        | Novara           | B                | 1          | -1         | CI              | 0               | 0               | -                  | -                  | -                  | -           | -           | -           | 1      | -1     |
| 2013-2014        | Novara           | B                | 2+1        | -5 + -2    | CI              | 0               | 0               | -                  | -                  | -                  | -           | -           | -           | 3      | -7     |
| 2014-2015        | Novara           | LP               | 0          | 0          | CI+CI-LP        | 0               | 0               | -                  | -                  | -                  | SC-LP       | 2           | -3          | 2      | -3     |
| 2015-2016        | Siena            | LP               | 32         | -34        | CI-LP           | 3               | -3              | -                  | -                  | -                  | -           | -           | -           | 35     | -37    |
| 2016-gen. 2017   | Carpi            | B                | 0          | 0          | CI              | 0               | 0               | -                  | -                  | -                  | -           | -           | -           | 0      | 0      |
| gen.-giu. 2017   | Novara           | B                | 4          | -3         | CI              | 0               | 0               | -                  | -                  | -                  | -           | -           | -           | 4      | -3     |
| 2017-2018        | Novara           | B                | 39         | -49        | CI              | 1               | -2              | -                  | -                  | -                  | -           | -           | -           | 40     | -51    |
| Totale Novara    | Totale Novara    | Totale Novara    | 46+1       | -58 + -2   |                 | 1               | -2              |                    | -                  | -                  |             | 2           | -3          | 50     | -65    |
| 2018-2019        | Benevento        | B                | 26+2       | -30 + -4   | CI              | 2               | -6              | -                  | -                  | -                  | -           | -           | -           | 30     | -40    |
| 2019-2020        | Benevento        | B                | 35         | -23        | CI              | 1               | -4              | -                  | -                  | -                  | -           | -           | -           | 36     | -27    |
| 2020-2021        | Benevento        | A                | 37         | -74        | CI              | 0               | 0               | -                  | -                  | -                  | -           | -           | -           | 37     | -74    |
| Totale Benevento | Totale Benevento | Totale Benevento | 98+2       | -127 + -4  |                 | 3               | -10             |                    | -                  | -                  |             | -           | -           | 103    | -141   |
| 2021-2022        | Verona           | A                | 34         | -50        | CI              | 0               | 0               | -                  | -                  | -                  | -           | -           | -           | 34     | -50    |
| 2022-2023        | Verona           | A                | 37+1       | -59 + -1   | CI              | 1               | -4              | -                  | -                  | -                  | -           | -           | -           | 39     | -64    |
| 2023-2024        | Verona           | A                | 37         | -49        | CI              | 1               | -1              | -                  | -                  | -                  | -           | -           | -           | 38     | -50    |
| 2024-2025        | Verona           | A                | 36         | -64        | CI              | 1               | -2              | -                  | -                  | -                  | -           | -           | -           | 37     | -66    |
| 2025-2026        | Verona           | A                | 0          | 0          | CI              | 1               | -1              | -                  | -                  | -                  | -           | -           | -           | 1      | -1     |
| Totale Verona    | Totale Verona    | Totale Verona    | 140+1      | -216 + -1  |                 | 4               | -8              |                    | -                  | -                  |             | -           | -           | 143    | -225   |
| Totale carriera  | Totale carriera  | Totale carriera  | 314        | -439       |                 | 11              | -23             |                    | -                  | -                  |             | 2           | -3          | 327    | -465   |

### Cronologia presenze e reti in nazionale
| Cronologia completa delle presenze e delle reti in nazionale ― Italia under 21 | Cronologia completa delle presenze e delle reti in nazionale ― Italia under 21 | Cronologia completa delle presenze e delle reti in nazionale ― Italia under 21 | Cronologia completa delle presenze e delle reti in nazionale ― Italia under 21 | Cronologia completa delle presenze e delle reti in nazionale ― Italia under 21 | Cronologia completa delle presenze e delle reti in nazionale ― Italia under 21 | Cronologia completa delle presenze e delle reti in nazionale ― Italia under 21 | Cronologia completa delle presenze e delle reti in nazionale ― Italia under 21 |
| Data                                                                           | Città                                                                          | In casa                                                                        | Risultato                                                                      | Ospiti                                                                         | Competizione                                                                   | Reti                                                                           | Note                                                                           |
| ------------------------------------------------------------------------------ | ------------------------------------------------------------------------------ | ------------------------------------------------------------------------------ | ------------------------------------------------------------------------------ | ------------------------------------------------------------------------------ | ------------------------------------------------------------------------------ | ------------------------------------------------------------------------------ | ------------------------------------------------------------------------------ |
| 4-9-2017                                                                       | Cittadella                                                                     | Italia under 21                                                                | 4 – 1                                                                          | Slovenia under 21                                                              | Amichevole                                                                     | -                                                                              | 71’                                                                            |
| 29-5-2018                                                                      | Besançon                                                                       | Francia under 21                                                               | 1 – 1                                                                          | Italia under 21                                                                | Amichevole                                                                     | -1                                                                             |                                                                                |
| Totale                                                                         |                                                                                | Presenze                                                                       | 2                                                                              |                                                                                | Reti                                                                           | -1                                                                             |                                                                                |

## Palmarès

### Club
- Campionato italiano Lega Pro: 1

Novara: 2014-2015 (girone A)
- Supercoppa di Lega Pro: 1

Novara: 2015
- Campionato italiano di Serie B: 1

Benevento: 2019-2020